# Silba neozopherosa
Silba neozopherosa är en tvåvingeart som beskrevs av Mcalpine 1964. Silba neozopherosa ingår i släktet Silba och familjen stjärtflugor. Inga underarter finns listade i Catalogue of Life.